# Micromia vinosa
Micromia vinosa là một loài bướm đêm trong họ Geometridae.